# Poul Hansen
Poul Hansen (Dinamarca, 20 de octubre de 1891-Aarhus, 29 de octubre de 1948) fue un deportista danés especialista en lucha grecorromana donde llegó a ser subcampeón olímpico en Amberes 1920.

## Carrera deportiva
En los Juegos Olímpicos de 1920 celebrados en Amberes ganó la medalla de plata en lucha grecorromana estilo peso pesado, siendo superado por el finlandés Adolf Lindfors (oro) y por delante de otro luchador finlandés Martti Nieminen (bronce).